# Гасымов, Тофик Масим оглы
Тофик Масим оглы Гасымов (азерб. Tofiq Məsim oğlu Qasımov; 10 апреля 1938, Ляки, Агдашский район — 25 января 2020, Люцерн) ― азербайджанский учёный, политик, дипломат, кандидат физико-математических наук. Министр иностранных дел Азербайджана (1992―1993).

## Биография
Родился 10 апреля 1938 года в селе Ляки Агдашского района Азербайджанской ССР.
В 1960 году окончил физико-математический факультет Азербайджанского государственного университета. Работал в Институте физики Академии наук Азербайджанской ССР. Окончил аспирантуру Физического института АН СССР в 1969 году, получил учёную степень кандидата физико-математических наук.
После этого продолжил работу в качестве научного сотрудника в Академии наук Азербайджанской ССР.

## Политическая карьера
С 1987 года занимается политикой. В марте―мае 1988 года участвовал в разработке устава Народного фронта Азербайджана (НФА). Был одним из членов правления организации с 1989 по 1990 год.
На внеочередной сессии избран членом Следственного комитета Верховного Совета Азербайджана для расследования массовых убийств 20 января 1990 года. По поручению НФА был направлен в Москву для сотрудничества с депутатами Верховного Совета СССР от Азербайджанской ССР.
Получил признание за роль в распространении правды о Чёрном январе и беженцах более чем на 100 иностранных теле- и радиоканалах, а также в международных печатных средствах массовой информации.
В мае 1992 года назначен министром иностранных дел Азербайджана и проработал на этом посту до апреля 1993 года. Сыграл важную роль в установлении связей с другими странами. Во время своего пребывания в должности подписал меморандум о взаимопонимании с представителями ООН, в результате чего было учреждено постоянное представительство Азербайджана при ООН.
После снятия с поста участвовал в выборах в парламент Азербайджана в качестве депутата от партии «Мусават» в ноябре 1995 года, но был заключён в тюрьму еще до проведения выборов.

## Постполитическая карьера
Автор около 100 научных публикаций. Соучредитель Клуба бакинских ученых. С конца 1990-х годов преподавал в различных университетах Турции и продолжал научно-исследовательскую работу.

## Личная жизнь
Свободно владел английским, русским и турецким языками. Последние годы проживал в Швейцарии, Люцерн.